# Dylan & The Dead
Dylan & The Dead (auch Dylan and the Dead) ist ein gemeinschaftliches Livealbum von Grateful Dead und Bob Dylan.

## Geschichte
Das Album entstand im Zuge einer gemeinschaftlichen Tournee gleichen Namens im Juli 1987 durch Stadien in den Vereinigten Staaten. Veröffentlicht wurde es am 30. Januar 1989.
Produziert wurde es von Jerry Garcia und John Cutler, die zusammen schon das Album In the Dark von Grateful Dead produzierten. Dylan war zwar nicht direkt am Produktionsprozess beteiligt, hatte aber starken Einfluss darauf. Garcia erwähnte in einem Interview mit Rolling Stone, dass er sich nicht traute, "Nein" zu Dylan zu sagen, auch wenn alles in ihm "Nein" sagte, und dementsprechend produzierte.
Dylan selber äußerte in einem Interview 1995 nach dem Tod von Garcia, dass dieser ein hervorragender Musiker und eine unglaubliche Person gewesen sei und kein Preis ihm gerecht werden würde. Er hatte die musikalischen Lücken zwischen The Carter Family, Buddy Holly und Ornette Coleman gefüllt, ohne dass er einem bestimmten Musikgenre angehört hätte.
Für das Albumcover war wieder einmal Rick Griffin zuständig, der u. a. auch das Cover für Aoxomoxoa geschaffen hat. Es zeigt den Schriftzug Dylan & The Dead als 3D-Relief in Rot-Gelb, dazu eine herankommende Lokomotive im Profil, daneben ein typisches Deadlogo (Totenkopf mit Rosen) rechts und den Kopf von Bob Dylan links davon.
Rolling Stone bewertete das Album eher negativ. Der Musikjournalist Robert Christgau schloss sich dem an. Allmusic ging sogar so weit, das Album als möglicherweise schlechtestes Album von Dylan und den Deads zu bewerten.

## Titelliste
Soweit nicht anders vermerkt, wurden alle Songs von Dylan geschrieben.
1. Slow Train – 4:54
2. I Want You – 3:59
3. Gotta Serve Somebody – 5:42
4. Queen Jane Approximately – 6:30
5. Joey (Bob Dylan, Jacques Levy) – 9:10
6. All Along the Watchtower – 6:17
7. Knockin’ on Heaven’s Door – 6:35

## Kommerzieller Erfolg

### Chartplatzierungen
| ChartsChartplatzierungen       | Höchstplatzierung | Wochen |
| ------------------------------ | ----------------- | ------ |
| Deutschland (GfK)              | 55 (2 Wo.)        | 2      |
| Schweiz (IFPI)                 | 29 (1 Wo.)        | 1      |
| Vereinigte Staaten (Billboard) | 37 (11 Wo.)       | 11     |
| Vereinigtes Königreich (OCC)   | 38 (3 Wo.)        | 3      |

### Auszeichnungen für Musikverkäufe
| Land/Region               | Auszeichnungen für Musikverkäufe (Land/Region, Auszeichnung, Verkäufe) | Verkäufe |
| ------------------------- | ---------------------------------------------------------------------- | -------- |
| Vereinigte Staaten (RIAA) | Gold                                                                   | 500.000  |
| Insgesamt                 | 1× Gold ·                                                              | 500.000  |

Hauptartikel: Bob Dylan/Auszeichnungen für Musikverkäufe